# Emmanouil (Adamakis)
Emmanouil (světským jménem: Emmanouil Adamakis; * 19. prosince 1958, Ágios Nikólaos) je řecký pravoslavný duchovní Konstantinopolského patriarchátu, arcibiskup a metropolita Chalkédónu.

## Život
Narodil se 19. prosince 1958 v Ágios Nikólaos na Krétě. Studoval střední školu v Héraklionu a zde také pokračoval ve studiu na vysoké škole, kde získal titul bakaláře.
V letech 1979-1984 studoval filosofii na Institut catholique de Paris a teologii na Pravoslavném teologickém ústavu svatého Sergeje. Roku 1981 absolvoval školení na Institutu východních církví v Řeznu.
Roku 1984 pokračoval ve studiu na École pratique des hautes études, na Institutu pro vyšší ekumenická studia v Paříži a na fakultě vědy a dějin náboženství na Sorbonně. Roku 1985 získal titul magistra z pokročilých studií v Sorbonně. Kromě řečtiny ovládá francouzštinu, angličtinu, němčinu a italštinu.
Roku 1985 byl rukopoložen na diákona a jereje. Sloužil v metropolii Belgie.
Roku 1986 odešel studovat na Řeckou pravoslavnou teologickou školu Svatého Kříže v Bostonu. O rok později zde získal titul magistra teologie. Poté se vrátil do Evropy a do roku 1996 působil jako protosynkel belgické metropolie. Zároveň byl rektorem chrámů archandělů Michaela a Gabriela v Bruselu. Vyučoval také pravoslaví v Lucemburku a Bruselu.
Roku 1992 byl jmenován představitelem Konstantinopolského patriarchátu v komisi "Církev a společnost" při Konferenci evropských církví.
Roku 1995 byl povýšen na archimandrita a jmenován představitelem patriarchátu při Evropské unii, kde upozorňoval evropské poslance na problematiku porušování práv Konstantinopolského patriarchátu v Turecku.
Dne 5. září 1996 byl Svatým synodem Konstantinopolského patriarchátu zvolen titulárním biskupem z Rigy a vikářem belgické metropolie. Dne 11. prosince proběhla v Bruselu jeho biskupská chirotonie.
V roce 2001 ho Konstantinopolský patriarchát pověřil vedením mezinárodního mezináboženského dialogu s monoteistickými náboženstvími.
Dne 20. ledna 2003 byl povýšen na metropolitu a jmenován metropolitou Francie. Zároveň dále působil v Evropské unii a byl mu svěřen dialog s orientálními církvemi.
Dne 16. prosince 2009 byl zvolen do čela Konference evropských církví.
Dne 16. ledna 2013 byl v souvislosti s odchodem arcibiskupa Gabriela (de Vylder) do důchodu ustanoven administrátorem exarchátu farností ruské tradice v Západní Evropě a rektorem Pravoslavného teologického ústavu svatého Sergeje.
V únoru 2015 obdržel mezi deseti dalšími duchovními Konstantinopolského patriarchátu turecké občanství, které mu umožňuje účastnit se volby konstantinopolského patriarchy.
Dne 15. prosince 2018 předsedal Sjednocujícímu sněmu ukrajinských pravoslavných církví.
Dne 16. února 2021 byl rozhodnutím Svatého synodu ustanoven metropolitou Chalkédónu, druhým čestným hierarchou Konstantinopolské církve.

## Řády a vyznamenání
- Řád knížete Jaroslava Moudrého V. stupně (25. července 2008, Ukrajina)
- rytíř Řádu čestné legie (2010, Francie)
- velkokomtur Řádu cti (14. listopadu 2011, Řecko)
- Řád za zásluhy I. stupně (27. července 2013, Ukrajina)
- Řád knížete Jaroslava Moudrého IV. stupně (4. ledna 2019, Ukrajina)